# Seven Sisters (školy)
Seven Sisters (Sedm sester, Sesterstvo sedmi) je skupina elitních vysokých škol pro dívky na severovýchodě USA. Je protějškem osmičky mužských prestižních škol Ivy League.
Do této skupiny patří:
- Mount Holyoke College, South Hadley, Massachusetts, založena 1837
- Vassar College, Poughkeepsie, New York, založena 1865, od roku 1969 koedukována
- Wellesley College, Wellesley, Massachusetts, založena 1875,
- Smith College, Northampton, Massachusetts, založena 1875,
- Radcliffe College (původně The Harvard Annex), Cambridge, Massachusetts, založena 1879, v roce 1999 byla sloučena s Harvardem a pokračuje pouze jako označení postgraduálního programu Radcliffe Institute for Advanced Study[2]
- Bryn Mawr College, Bryn Mawr, Pensylvánie, založena 1885,
- Barnard College, Morningside Heights, Manhattan, New York, založena 1889

## Galerie

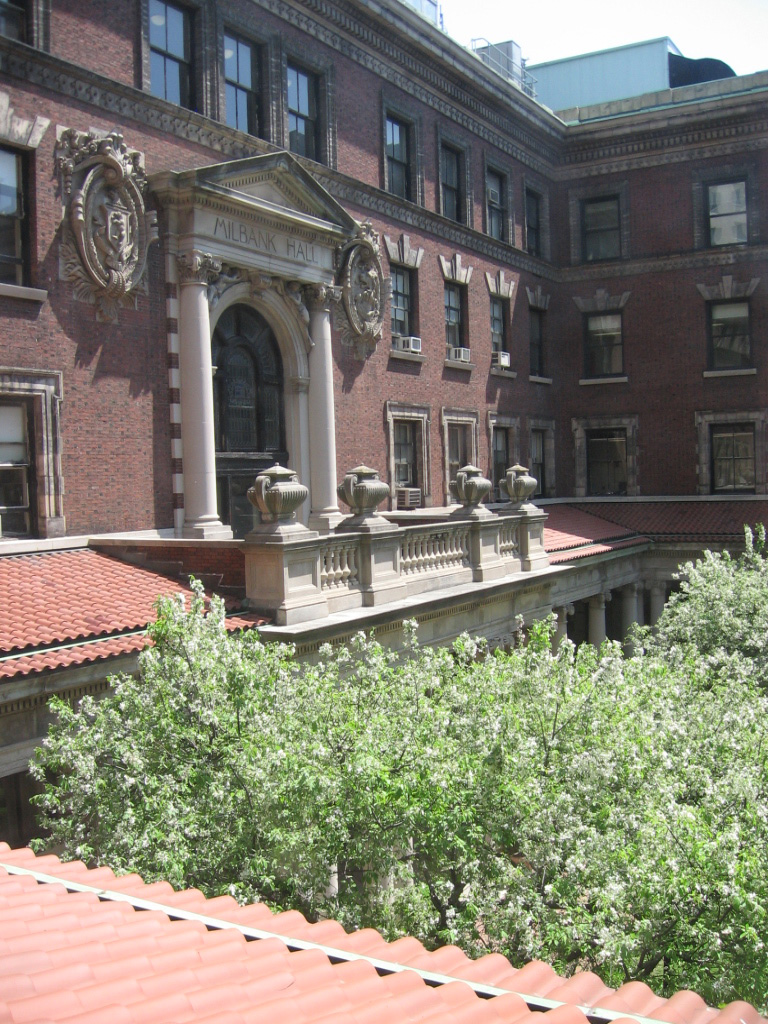
Barnard College
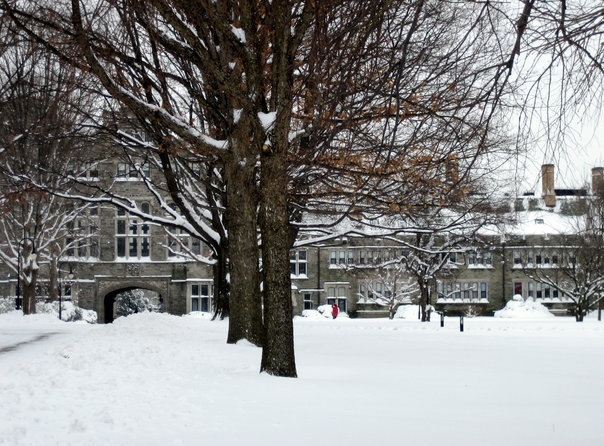
Bryn Mawr College's Pembroke Hall
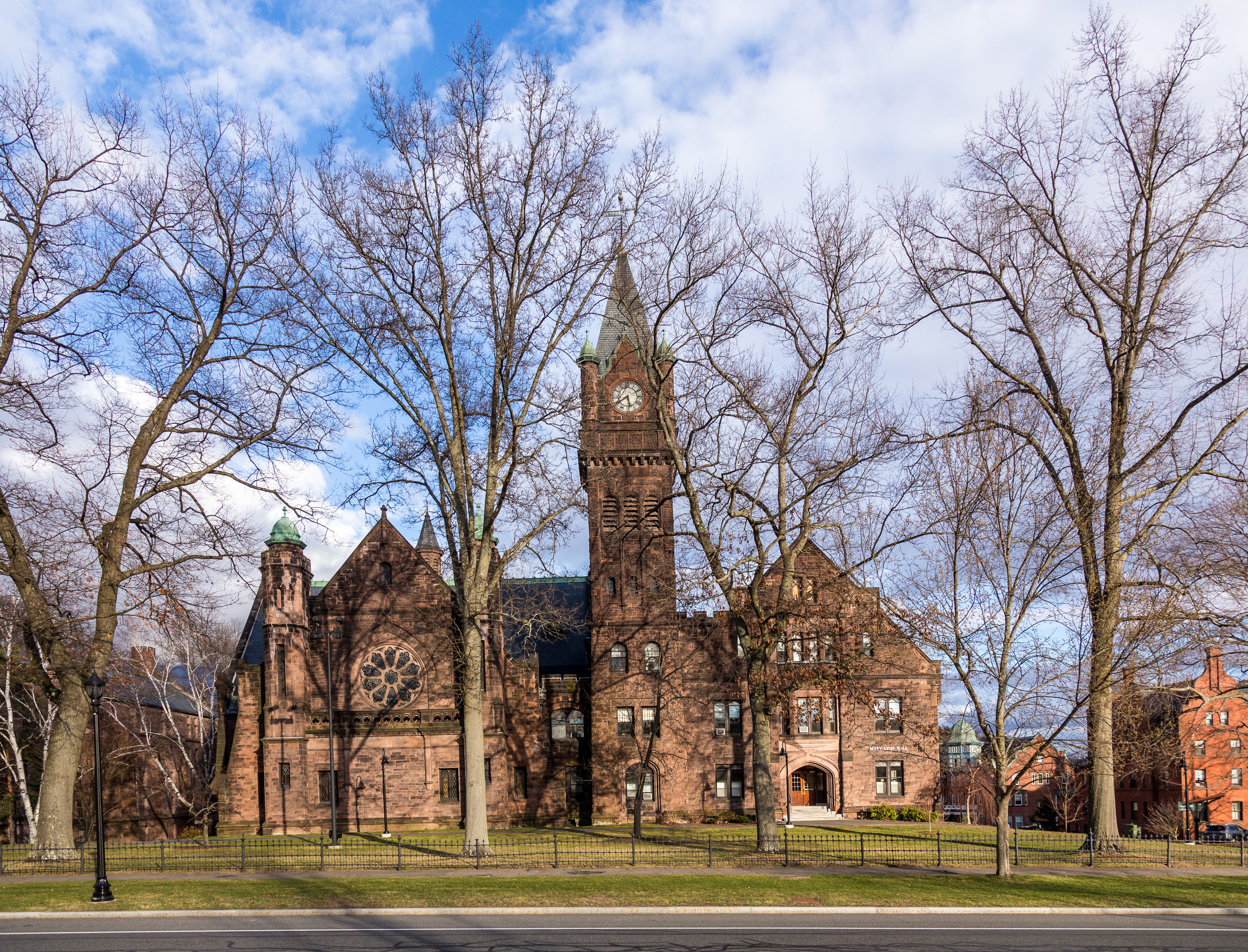
Mount Holyoke College's Mary Lyon Hall.
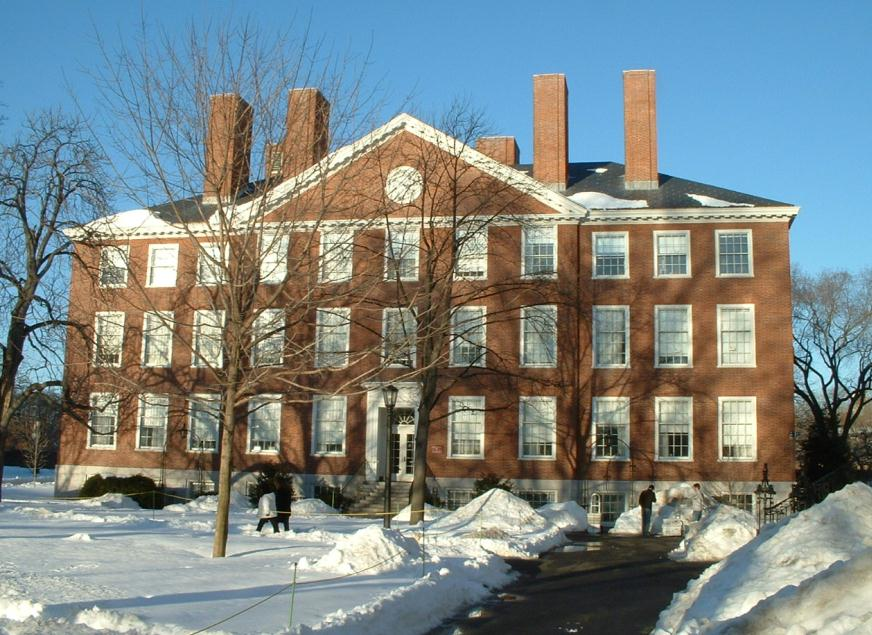
Radcliffe College
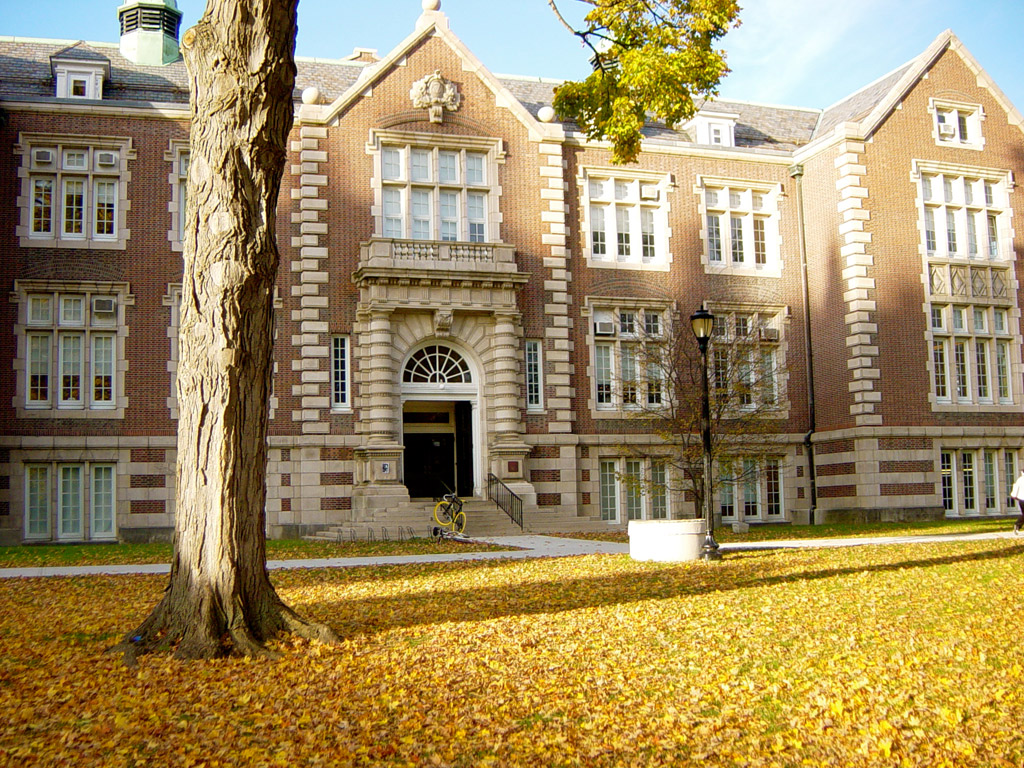
Vassar College's Rockefeller Hall.
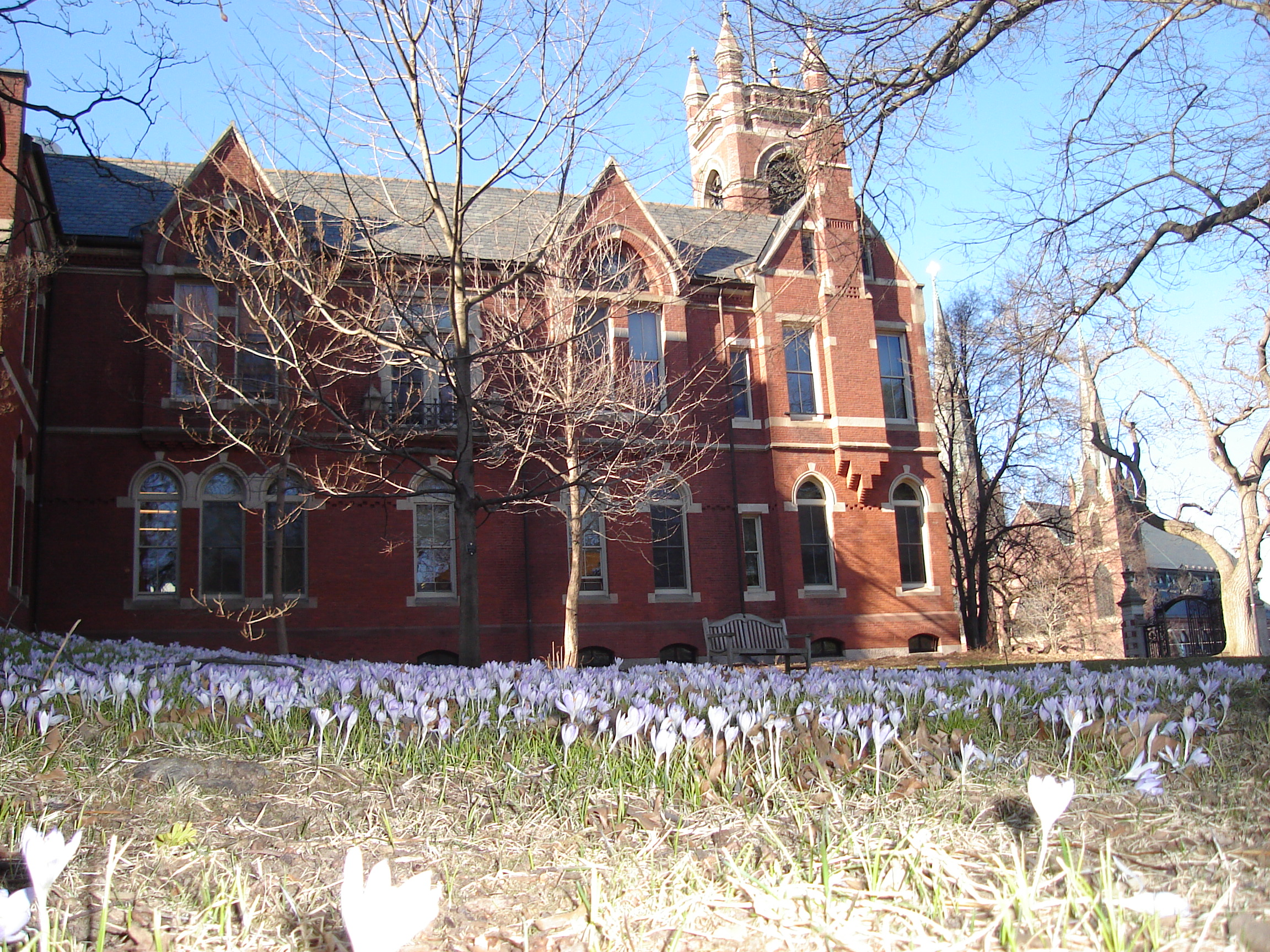
Smith College
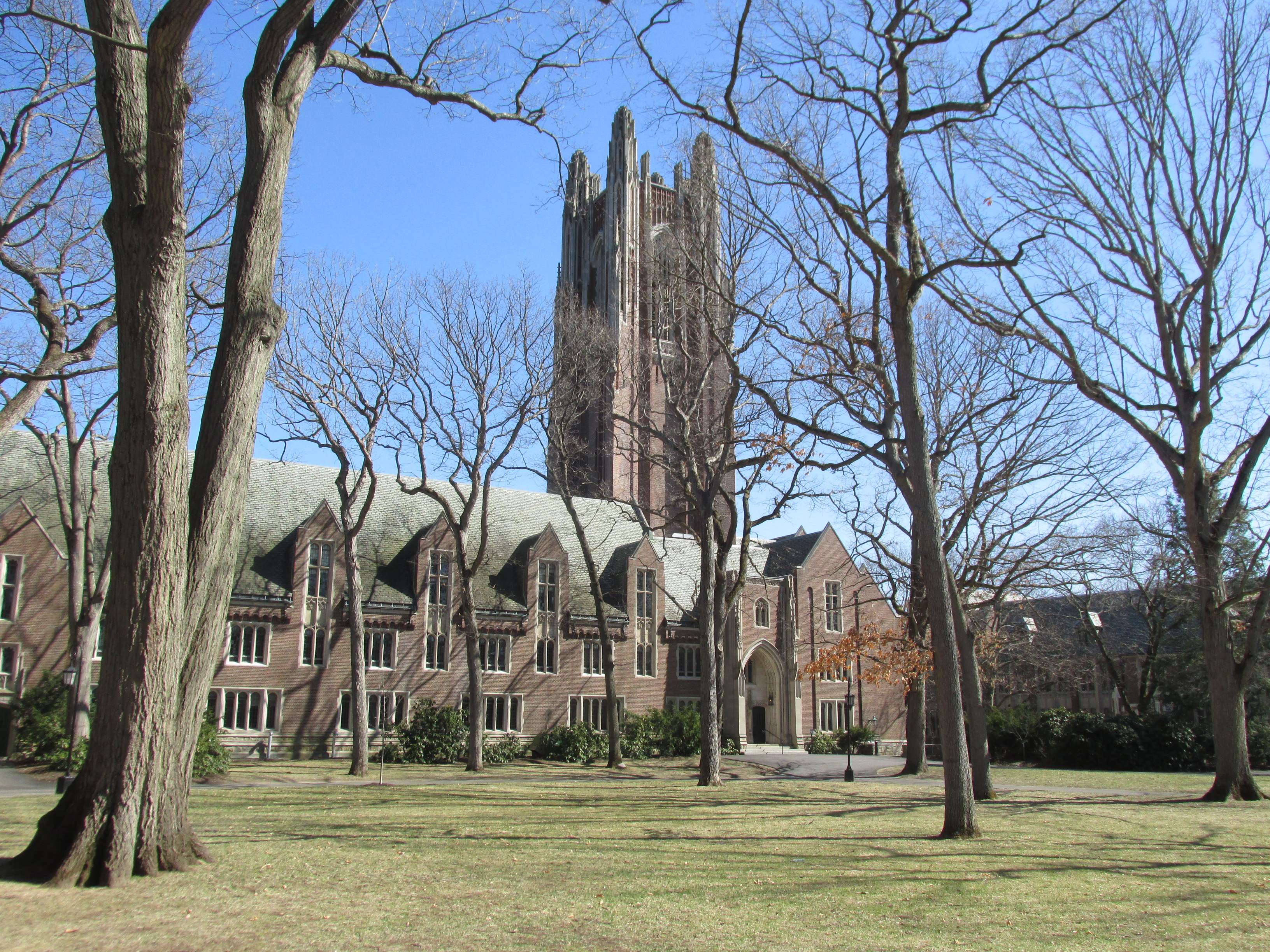
Green Hall at Wellesley College